# 天鸽座π
天鸽座π，又名CD-42 2343，HD 42078、SAO 217720、HR 2171，是天鸽座的一颗恒星，视星等为6.12，位于銀經249.26，銀緯-25.76，其B1900.0坐标为赤經6h 3m 35.5s，赤緯-42° -25.76′ 10″。